# Hisingen
Hisingen je švédský ostrov, který patří ke kraji Västra Götaland. Jeho západní a jižní pobřeží omývá průliv Kattegat, od pevniny ho odděluje na východě řeka Göta a na severu její rameno Nordre älv. Na ostrově se nacházejí severní předměstí Göteborgu. Hisingen je nejlidnatějším ostrovem Švédska (žije na něm okolo 145 000 obyvatel) a s rozlohou 199 km² je na pátém místě co do velikosti (na čtvrtém mezi přírodními ostrovy).

## Historie
V lokalitě Tumlehed byly nalezeny skalní kresby, svědčící o osídlení ostrova v 9. tisíciletí př. n. l. Z doby bronzové pocházejí mohyly ve Skändlabergetu. Podle kroniky z roku 1020 králové Olaf II. Norský a Olof Skötkonung hráli o ostrov kostky. Hisingen byl dlouho sporným územím mezi Švédskem a Norskem, Švédové ho definitivně získali roskildským mírem v roce 1658. Na území dominovaly lesy a pole do 19. století, kdy se začal rozvíjet průmysl.

## Ekonomika
V Lundby se nachází nejstarší závod automobilky Volvo s firemním muzeem. Na Hisingenu leží také ropná rafinerie, vědecké centrum Lindholmen Science Park, letiště Säve a Göteborský přístav, který je největší ve Skandinávii. Místní firma Götaverken byla největší loděnicí světa, ale v roce 1989 ukončila činnost.
Ostrov je rovněž rekreační oblastí, nachází se zde kopec Ramsberget s vyhlídkou, zřícenina středověkého hradu Ragnhildsholmen, parky Hisingsparken a Flunsåsparken a lužní les Rya skog vyhlášený přírodní rezervací. 
Další atrakcí Hisingenu je nákupní a zábavní centrum Backaplan, známé tragickým požárem diskotéky, k němž došlo 29. října 1998 a vyžádal si 63 obětí (viz Požár na diskotéce v Göteborgu).